# Shaw-Howard University
Shaw-Howard University è una stazione della metropolitana di Washington, situata sul tratto comune di linea gialla e linea verde. Si trova nel quartiere di Shaw, nei pressi del campus della Howard University.
È stata inaugurata l'11 maggio 1991, contestualmente all'inaugurazione della linea verde.
La stazione è servita da autobus del sistema Metrobus (anch'esso gestito dalla WMATA).